# ألفرد تود
ألفرد تود (بالإنجليزية: Alfred Todd)‏ هو سياسي بريطاني (وحمل سابقاً جنسية المملكة المتحدة لبريطانيا العظمى وأيرلندا)، ولد في 13 أبريل 1890، وتوفي في 27 أغسطس 1970. حزبياً، نشط في حزب المحافظين. في الانتخابات العامة في المملكة المتحدة 1929 ‏، انتخب عضو برلمان المملكة المتحدة الـ35 عن دائرة بيرويك-أبون-تويد (30 مايو 1929 – 7 أكتوبر 1931) وفي الانتخابات العامة في المملكة المتحدة 1931 ‏، انتخب عضو برلمان المملكة المتحدة الـ36 عن دائرة بيرويك-أبون-تويد (27 أكتوبر 1931 – 25 أكتوبر 1935).